# 나를 보러 와요
"나를 보러 와요"는 1980년에 개봉한 대한민국의 영화이다.

## 캐스팅
- 방미
- 마영달
- 김성찬
- 김윤형
- 문회원
- 박원숙
- 현석 (특별출연)

## 주제가
- 제목: 날 보러와요
- 원제: One Way Ticket
- 작사: H.Hunter
- 개사: 김관현
- 작곡: J.Keller
- 편곡: 마상원
- 노래: 방미 (영화 에서는 마상원과 신기루 버전이 삽입.)